# SN 2006rb
SN 2006rb – supernowa typu Ia odkryta 24 października 2006 roku w galaktyce A233525+0706. Jej maksymalna jasność wynosiła 17,69m.